# Ulica Mikołaja Reja w Radomiu
Ulica Mikołaja Reja w Radomiu (dawniej Spacerowa) – ulica w Radomiu wyznaczająca granicę między dzielnicami Miasto Kazimierzowskie i Śródmieście
Ulica Reja biegnie od ronda ks. Romana Kotlarza do placu Kazimierza Wielkiego. Znajduje się w ciągu drogi powiatowej nr 5347W. Ulica Reja łączy się z ulicami: Wolność i Aleksandra Tybla. Długość ulicy wynosi około 500 metrów.
Ulica, jako Spacerowa, powstała w połowie XIX w. na północnym odcinku dawnej fosy okalającej mury miejskie. W domu pod numerem 4 mieszkał i tworzył Walery Przyborowski – pisarz, uczestnik powstania styczniowego, nauczyciel w Miejskiej Szkole Handlowej w Radom. Na ścianie budynku znajduje się tablica upamiętniająca pisarza. W czasie II wojny światowej ulica Reja stanowiła granicę getta radomskiego.

## Zabytki
Rejestr zabytków
W rejestrze zabytków Narodowego Instytutu Dziedzictwa znajdują się poniższe obiekty położone przy ulicy Reja:
- nr 1 (Szewska 17) – dom, 1. poł. XIX w.
- nr 7 – kościół ewangelicko-augsburski, XVIII–XIX w.
- nr 6 – zespół domu (dom, oficyna, budynek gospodarczy, ogród z dziedzińcem), XVIII–XIX w.
- nr 26 – dom, po 1820
- zespół klasztorny jezuitów (dawniej benedyktynek), XVII, XIX w.

Gminna ewidencja zabytków
Do Gminnej Ewidencji Zabytków Miasta Radomia, oprócz obiektów z rejestru zabytków, wpisane są też budynki:
- nr 3 – dom murowany, 1. ćw. XIX w.
- nr 4 – dom murowany, 1824
- nr 8 – dom murowany, poł. XIX w.
- nr 16 – dom murowany, 1. poł. XIX w.
- nr 22, 22a – dom murowany, 2. poł. XIX w.
- nr 24 – dom murowany, 2. poł. XIX w.
- nr 27 – dom murowany, 2. poł. XIX w.